# خانقات
الخانقات (الاسم العلمي Hexanchiformes)، رتبة أسماك بحرية مفترسة، تتكون من الأنواع الأكثر بدائية من أسماك القرش. عدد فصائلها سبعة.